# Сєнно (місто)
Сєнно́ (біл. Сянно) — місто в Вітебській області Білорусі. Адміністративний центр Сєнненського району.
Населення міста становить 8,1 тис. осіб (2007; 8,1 тис. в 2006).

## Економіка
В місті працюють комбінат будівельних матеріалів, льонозавод, плодоовочевий, цегляний та молочний заводи, підприємства лісової та деревообробної промисловостей, ведеться видобуток торфу. Є готель, краєзнавчий музей.

## Історія
Вперше місто згадується 1442 року, входило до Полоцького воєводства Великого Князівства Литовського. Містечко належало Ольгердовичам, Друцьким, Острозьким. В першій половині XVI століття — містечко Вітебського воєводства Великого Князівства Литовського. 1534 року містечко було спалене московськими військами Бориса Горбатого. В першій половині XVII століття належало Сапегам.
З 1772 року Сєнно в складі Російської імперії, стало містечком Оршанської провінції. В другій половині XVIII століття належало Огінським. 1777 року Сєнно отримав статус міста, став центром Сєнненського повіту спочатку Білоруської, а пізніше Могильовської губернії. 16 жовтня 1781 року місто отримало свій герб. В 1923 року — позаштатне місто, центр волості Вітебського повіту. Після окупації Білоруської Народної Республіки — в складі РРФСР, з 17 липня 1924 року — в складі БРСР як центр Сєнненського району Вітебської губернії. З липня 1941 по 25 червня 1944 років місто було окупованим німцями.

## Географія
Сенно стоїть на 2 моренних височинах, розділених з півночі на південь однойменним озером.

### Транспорт
Через Сєнно проходять автомобільні дороги Р25 (Вітебськ - Сєнно), Р86 (траса М8 - Богушевсбк - Мядель) і Р113 (Сєнно - Ушачі).
Міські та приміські пасажирські перевезення здійснює ВАТ «АТП № 20» міста Сєнно.

### Туристична інформація
Працює Сєнненський краєзнавчий музей. Зупинитися можна в міському готелі.

#### Видатні місця
- Слов'янське городище залізної доби на околиці
- Церква Святого Миколая (кін. XX століття)
- Католицька каплиця Святої Трійці (кін. XX століття)
- Костел Пресвятої Трійці і монастир домініканців (XVIII ст.)
- Церква Покрови Пресвятої Богородиці
- Адміністративна будівля (поч. XIX століття)

## Відомі люди
- Володимир Гомонов (1929—1998) — білоруський художник-маляр
- Геннадій Давидько (нар. 1955) — заслужений артист Білорусі
- Міхал Ермашкевіч (нар. 1966) — білоруський римсько-католицький діяч, домініканець, художник
- Алесь Жаврук (1910—1942) — білоруський поет
- Лариса Кажарська (нар. 1938) — білоруська вчена-медик
- Дора Кроз (1909—1997) — білоруська співачка
- Марія Певзнер (1901—1989) — учена, психіатр, дефектолог
- Євген Радкевич (1937—1999) — білоруський письменник
- Олесь Жаврук (1910—1942) — білоруський поет